# Chor auf Bewährung
Chor auf Bewährung ist eine sechsteilige TV-Serie des Schweizer Fernsehen. In der Dokusoap arbeiten 9 männliche Bewohner eines Jugendheims und 13 junge Frauen aus einem Gymnasium unter Leitung des Chor-Dirigenten Ben Vatter auf einen gemeinsamen Bühnenauftritt hin. Innerhalb des Projekts wird der Chor von bekannten Grössen der Schweizer Musikszene unterstützt. Die Lebensumstände der Teilnehmer sind diametral unterschiedlich: Die Jugendlichen befinden sich im jugendstrafrechtlichen Schutzmassnahmenvollzug. Die Gymnasiastinnen büffeln für die Hochschulreife. Gemeinsam ist den jungen Teilnehmern nur, dass sie sich alle an der Schwelle zum Erwachsenenleben befinden.

Die Serie wurde ab dem 1. Juni 2008 auch in Deutschland ausgestrahlt.